# Подберезье (станция)
По́дберезье — железнодорожная станция на линии Чудово - Новгород. По характеру работы является промежуточной, по объёмам работы отнесена к V классу. Станция расположена в 1 км к западу от одноимённой деревни Подберезье.

## Описание

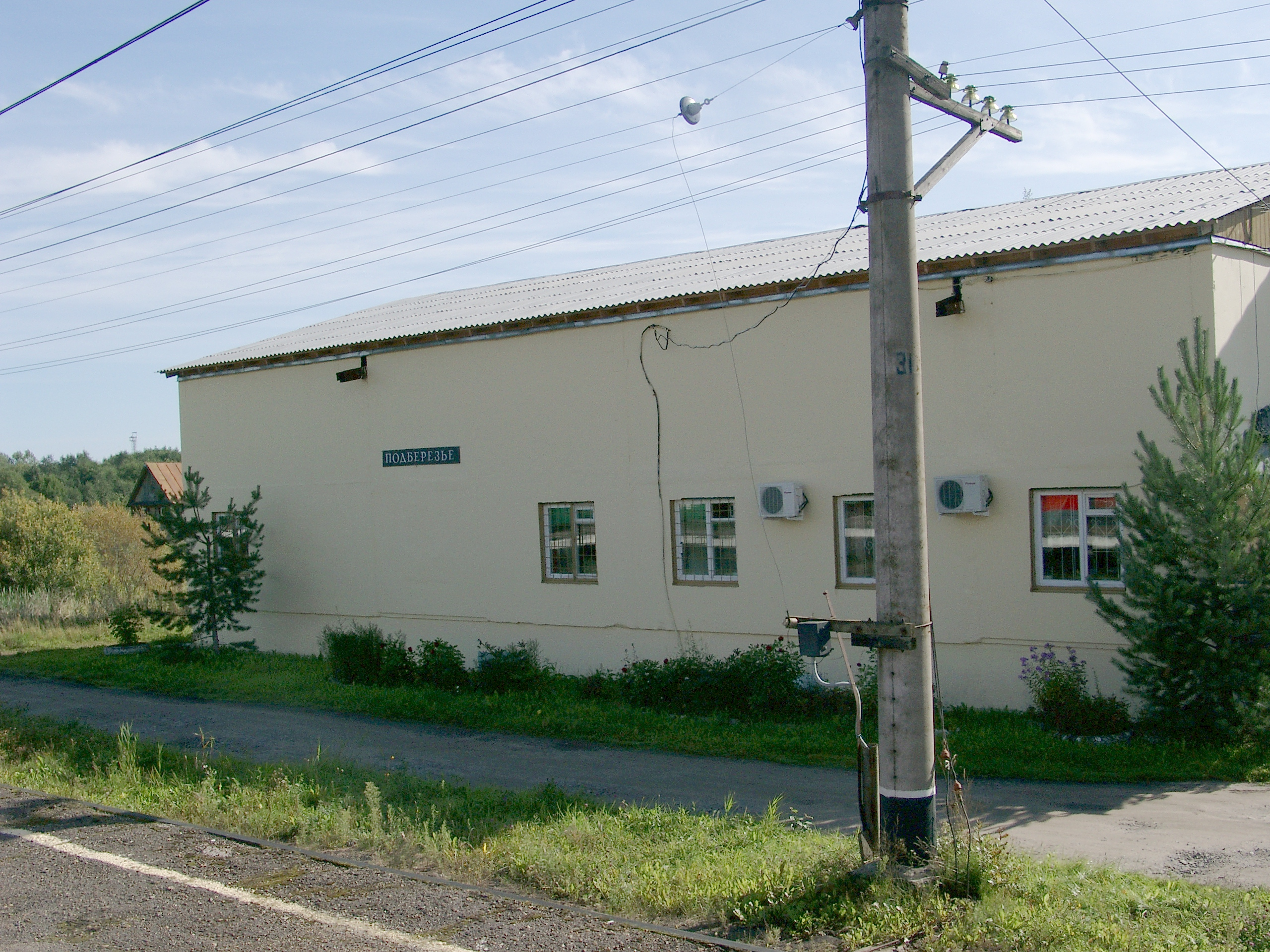
Пост ЭЦ на станции

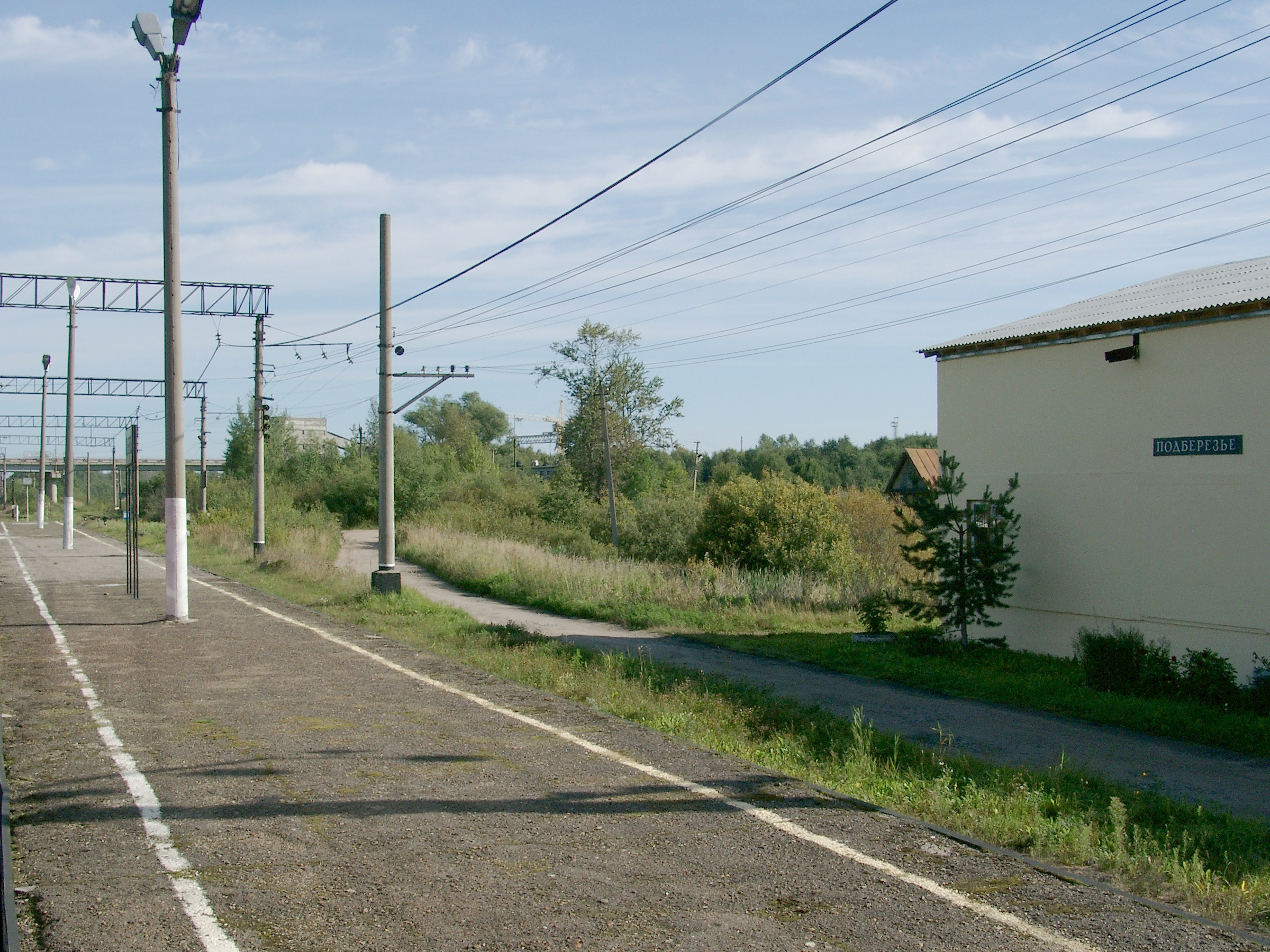
Платформа станции

## История
Станция открыта в 1871 году в составе участка Чудово — Новгород.

## Пригородное сообщение
Через станцию с остановкой по ней проходит одна пара электропоездов 6925/6926 сообщением Санкт-Петербург — Новгород-на-Волхове — Обухово (выходного дня), а также скоростные электропоезда «Ласточка» 7101/7102, 7103/7104 Санкт-Петербург — Новгород-на-Волхове — Санкт-Петербург (ежедневно).

### Расписание электропоездов
- Расписание электропоездов на сайте СЗППК
- Расписание пригородных поездов на Яндекс.Расписаниях
- Расписание пригородных поездов на tutu.ru